# Catocala diversa
Catocala diversa és una espècie de papallona nocturna de la subfamília Erebinae i la família Erebidae.

## Distribució
Es troba a Espanya, sud-est de França, Itàlia, els Balcans, sud de la Rússia europea i Israel.

## Descripció
Hi ha una generació per any.
Els adults volen de maig a juliol.

## Plantes nutrícies
Les larves s'alimenten d'espècies deQuercus.